# Simpelveld

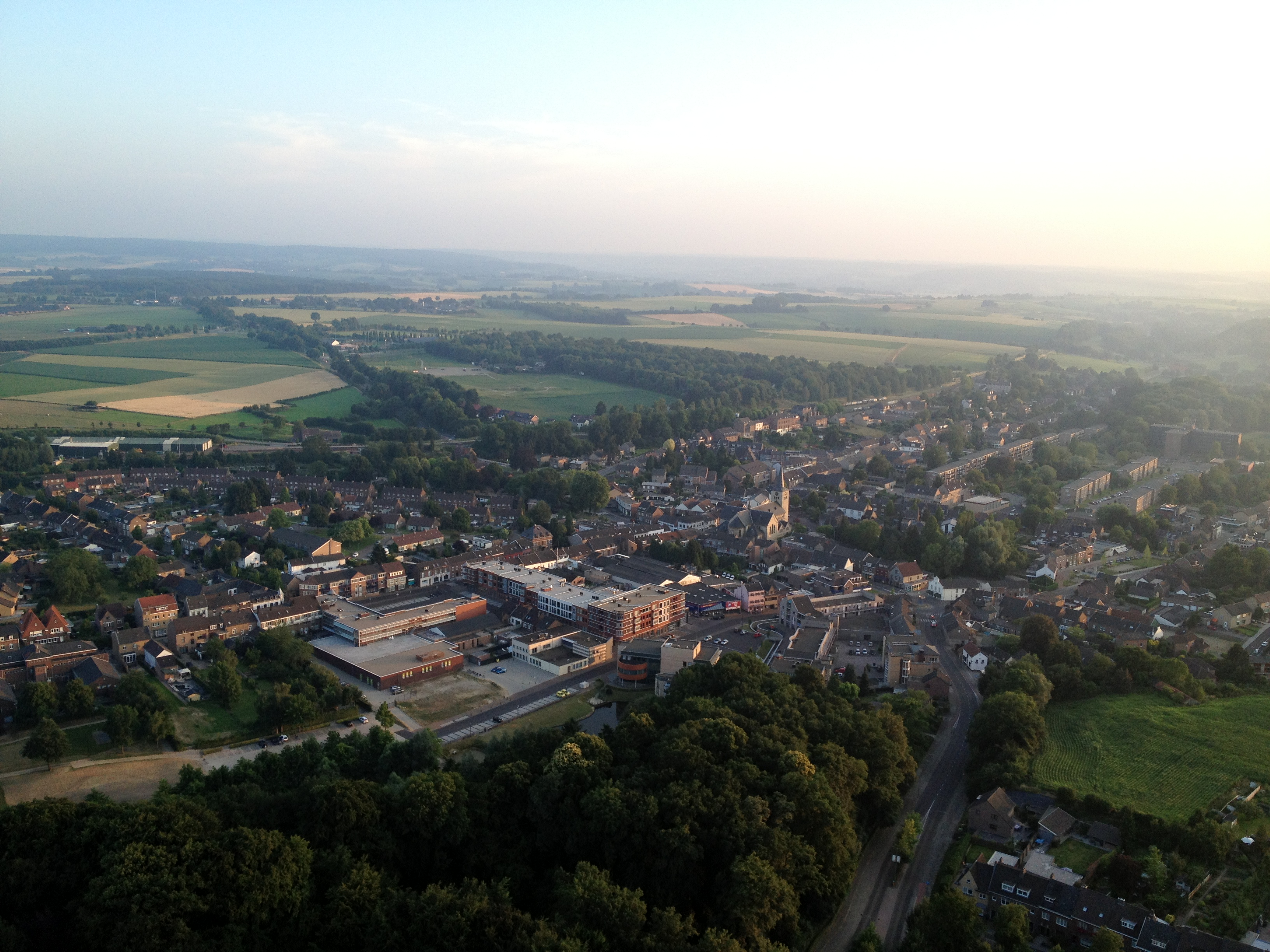
Simpelveld

Simpelveld è un comune olandese di 10 995 abitanti situato nella provincia di Limburgo.